# Resten

Der kleinere der rot gefärbten Gebietsteile von Berchtesgaden enthält die Exklave von Resten

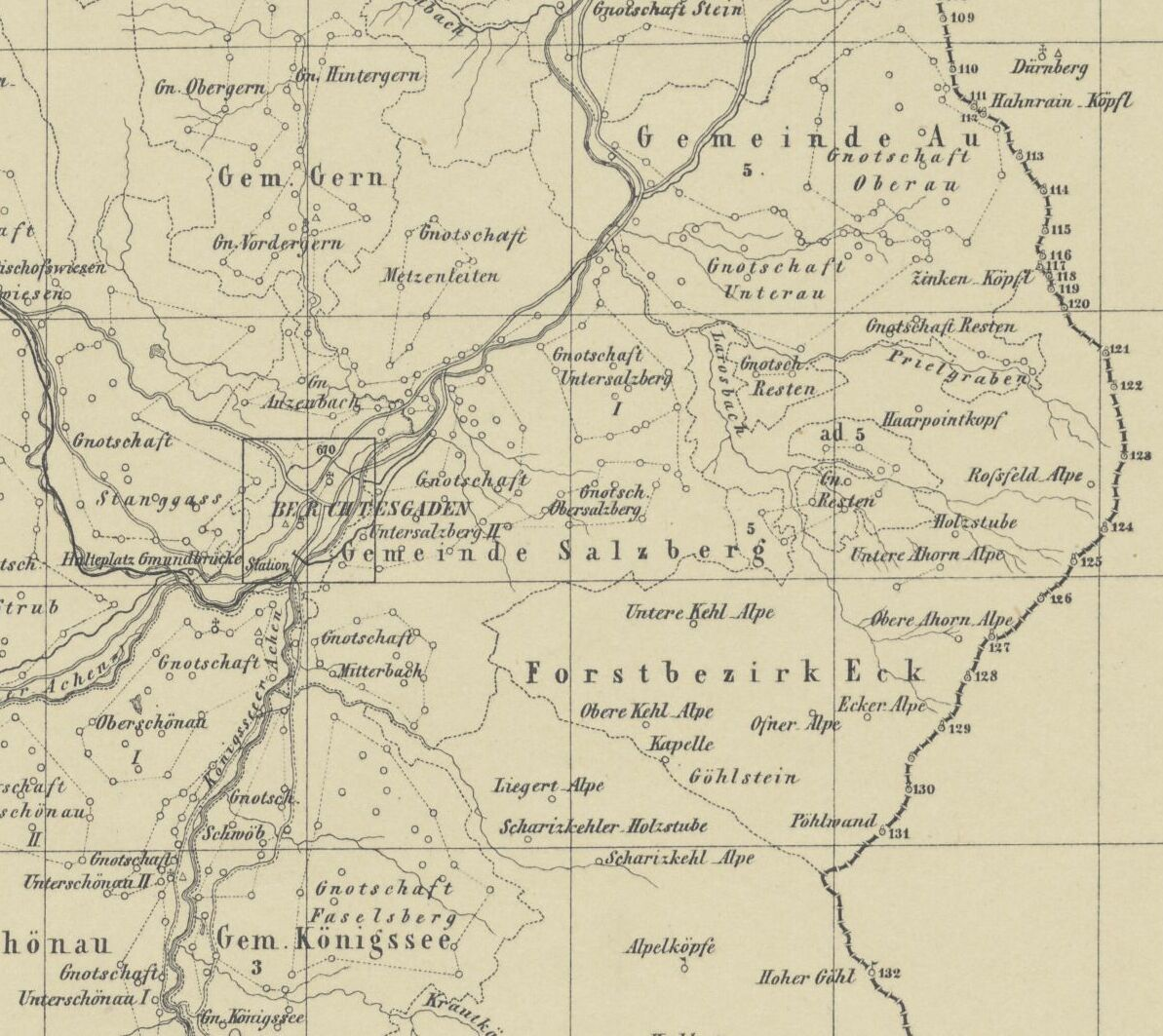
Der Ausschnitt aus der Übersichtskarte der Amtsgerichte Berchtesgaden und Reichenhall zeigt die verschiedenen Teile der Gnotschaft Resten, die ursprünglich zur Gemeinde Au gehörten (Stand: 1896)

Resten ist seit dem 1. Januar 1972 ein Gemeindeteil bzw. eine Gnotschaft des Marktes Berchtesgaden im oberbayerischen Landkreis Berchtesgadener Land.

## Lage und Gliederung
Der einstige Gnotschaftsbezirk und die heutige Gnotschaft Resten in der Gemarkung Au besteht aus zwei durch das gemeindefreie Gebiet Eck räumlich getrennten Gebietsteilen. Ein Teil schließt sich südlich an die Gnotschaft Oberau an, mit den Anwesen Hofreit, Bernegg und Am Sattel. Der andere bildet den nordöstlichen Teil einer Exklave des Marktes Berchtesgaden, die vom gemeindefreien Gebiet Eck umschlossen ist und etwa zwei Kilometer südlich von Oberau liegt. Den restlichen, südwestlichen Teil dieser Exklave bildet die Wohnsiedlung Buchenhöhe, die während der NS-Zeit für Angestellte und Beamte auf dem Obersalzberg errichtet wurde (damalige Gemeinde Salzberg, heute eine Gemarkung in Berchtesgaden). Vor dem Zweiten Weltkrieg gehörte das Gebiet der heutigen Buchenhöhe noch zur Gnotschaft Resten und damit zur damaligen Gemeinde Au. Die Umgliederung der Siedlung in die Gemeinde Salzberg wurde im Zuge ihrer Errichtung verfügt.

## Geschichte
Vermutlich bereits ab Ende des 14. Jahrhunderts war Resten der 3. Gnotschaftsbezirk der „Urgnotschaft“ Au im Berchtesgadener Land, das ab 1380 das Kernland der Reichsprälatur Berchtesgaden und der später eigenständigen, reichsunmittelbaren Fürstpropstei Berchtesgaden (1559–1803) bildete. Nach drei kurz hintereinander folgenden Herrschaftswechseln wurde 1810 das Berchtesgadener Land mit seinen Gnotschaften dem Königreich Bayern angegliedert und aus Au ab 1812 eine Gemeinde. Resten blieb bis zum 31. Dezember 1971 Gemeindeteil der Gemeinde Au, die im Zuge der Gebietsreform in Bayern aufgelöst und am 1. Januar 1972 nach Berchtesgaden eingemeindet wurde. Seither ist Resten ein Gemeindeteil bzw. eine Gnotschaft des Marktes Berchtesgaden.

## Baudenkmäler
Siehe: Liste der Baudenkmäler in Berchtesgaden#Resten